# 76 (число)
76 (сімдеся́т шість) — натуральне число між  75 та  77.

## У математиці
- 5-е автоморфне число
- 11-е тріморфне число

## У науці
- Атомний номер  осмію

## В інших областях
- 76 рік, 76 рік до н. е., 1976 рік
- ASCII-код символу «L»

Знак шосе 76 в Австралії

- 76 —  Код суб'єкта Російської Федерації і Код ГИБДД-ДАІ  Ярославській області.
- Кількість миттєвостей в одній  єврейській хвилині (частині).
- 76,2-мм дивізійна гармата зразка 1902/30 років
- 76-мм дивізійна гармата зразка 1902/30 років
- 76,2-мм зенітна гармата зразка 1938 року
- 76,2-мм полкова гармата зразка 1943 року
- 76-мм гірська гармата зразка 1938 року
- 76-мм дивізійна гармата зразка 1902/30 років
- 76-мм дивізійна гармата зразка 1936 року (Ф-22)
- 76-мм дивізійна гармата зразка 1939 року (УСВ)
- 76-мм дивізійна гармата зразка 1942 року (ЗІС-3)
- 76-мм полкова гармата зразка 1927 року
- 76-мм полкова гармата зразка 1943 року
- 76 муніципальний округ Санкт-Петербурга
- 76-я гвардійська десантно-штурмова дивізія